# Brian Towers
Brian Towers (* um 1940; † um den 12. August 2024) war ein britischer Jazzmusiker (Posaune, auch Gesang) des Dixieland.

## Leben und Wirken
Towers begann Ende der 1950er Jahre seine Karriere als Musiker in der Dolphin Jazz Band in Middlesex, aus der dann in den frühen 1960er Jahren die von ihm geleiteten The Jazz Caverners entstand. 1969  verließ er Großbritannien, um für die Scotiabank zu arbeiten. Nach seinem Umzug nach Kanada trat er 1982 der Magnolia Marching Band von Cliff Kid Bastien bei, mit der er 1987 in der Sound of Jazz-Konzertreihe auftrat, und übernahm nach Bastiens Tod im Jahr 2003 die Kid Bastien Remembered Band für gelegentliche Auftritte in New Orleans. Towers leitete seit 1989 in Toronto die Hot Five Jazzmakers, zu denen auch seine Frau Janet Shaw gehörte, und trat häufig mit ihnen in New Orleans, auf Tourneen in Deutschland und Frankreich sowie beim Edinburgh Jazz & Blues Festival auf. Im Bereich des Jazz war er laut Tom Lord zwischen 1961 und 2011 an 40 Aufnahmesessions beteiligt, zuletzt mit The Happy Pals New Orleans Party Orchestra. 2000 trat er gemeinsam mit Big Bill Bissonnette und Janet Shaw auf. 
Zudem war Towers 1994 maßgeblich an der Gründung der Classic Jazz Society beteiligt und blieb lange Jahre in dieser Organisation aktiv. Er war der kanadische Korrespondent von The Mississippi Rag, einer monatlichen Zeitschrift für traditionellen Jazz und Ragtime, die bis 2006 in den Vereinigten Staaten erschien.

## Diskographische Hinweise
- New Orleans Delight Featuring Gregg Stafford & Brian Towers (Music Mecca, 2004)
- The Happy Pals New Orleans Party Orchestra: Miss Noonie (2013)[3]